# پرینت

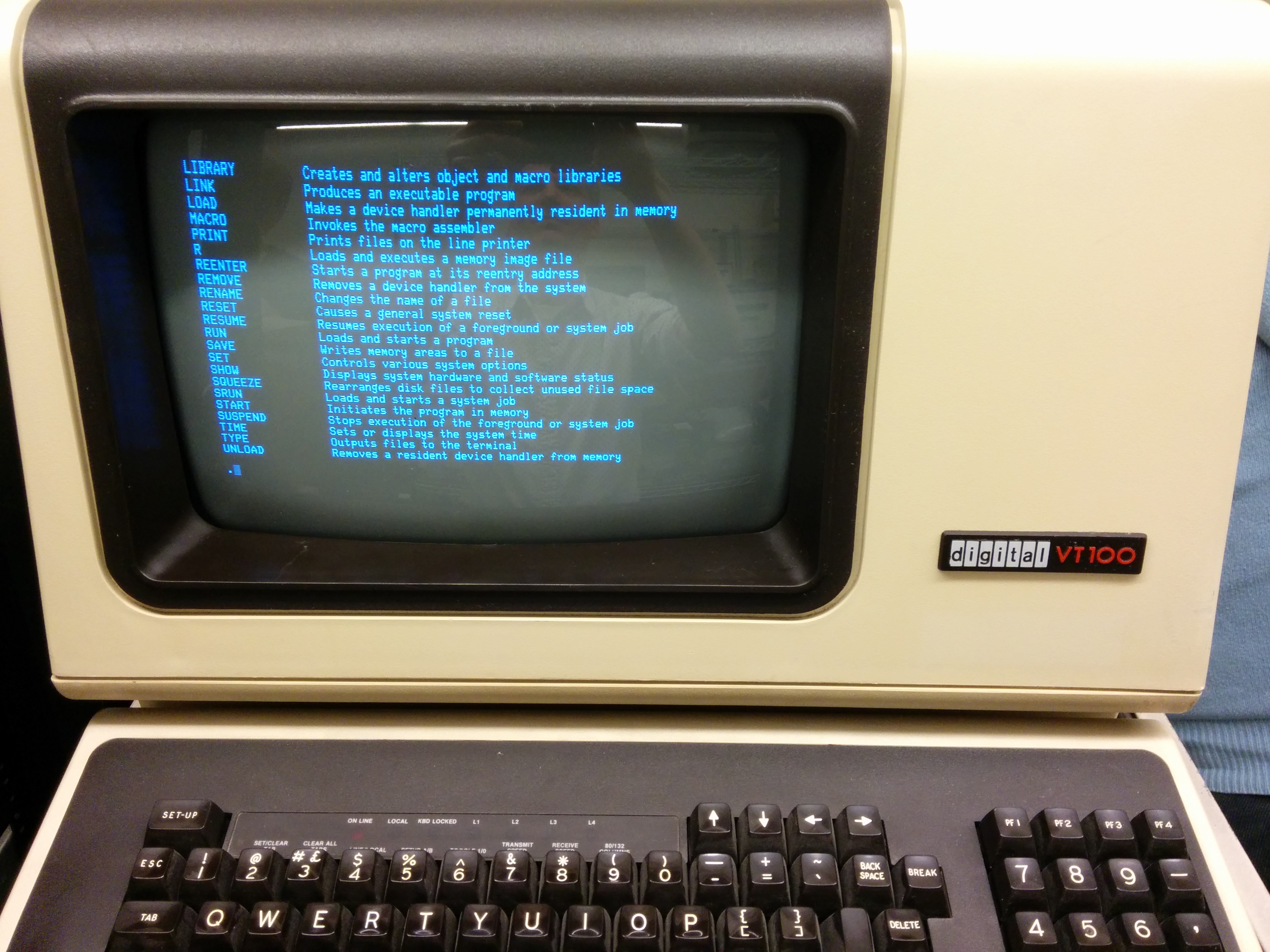
اجرای دستور راهنمایی در کامپیوتر

در رایانش، فرمان پرینت print به یک تک‌کاربر، توانایی خروجی یا  چاپ اطلاعات را در برخی سیستم‌عامل‌ها می‌دهد. این فرمان تقریباً برابر فرمان lp در UNIX System V و lpr در BSD است.